# Gaba Kulka
Gaba Kulka, pseudonimo di Gabriela Konstancja Kulka-Stajewska (Varsavia, 1979), è una cantante polacca.

## Biografia
Figlia del violinista Konstanty Andrzej Kulka, Gaba Kulka ha pubblicato il suo album di debutto Between Miss Scylla and a Hard Place, ma è salita alla ribalta solo con il terzo album del 2009, Hat, Rabbit, che ha raggiunto la 7ª posizione della classifica polacca ed è stato certificato disco d'oro dalla Związek Producentów Audio-Video con oltre 15 000 copie vendute a livello nazionale. Il successo del disco le ha inoltre fruttato il premio per la cantante dell'anno ai Fryderyk del 2010, il principale riconoscimento musicale polacco.

## Discografia

### Album in studio
- 2003 – Between Miss Scylla and a Hard Place
- 2006 – Out
- 2009 – Hat, Rabbit
- 2009 – Sleepwalk (con Konrad Kucz)
- 2011 – Baaba Kulka (con i Baaba)
- 2013 – Wersje
- 2014 – The Escapist
- 2016 – Kruche

### Opere audiovisive
- 2010 – Live Rabbit

### EP
- 2005 – Bruce
- 2005 – Pilot
- 2006 – Songs for Wolf

### Singoli
- 2009 – Niejasności
- 2009 – Kara Niny
- 2009 – Hat, Meet Rabbit
- 2009 – Got a Song (con Konrad Kucz)
- 2009 – Recurring (con Konrad Kucz)
- 2014 – Wielkie wrażenie
- 2014 – X
- 2014 – The Escapist
- 2016 – Still

#### Come featuring
- 2014 – Z przyczyn technicznych (Hey feat. Gaba Kulka)
- 2015 – How We Disappear (Daniel Bloom feat. Gaba Kulka)